# Agência web
Agências web ou agências digitais são empresas especializadas na prestação de serviços na área de internet. Prestam serviços como de criação e atualização de websites, criação e disparo de e-mail marketing, criação de microsites, criação de hotsites, ações de marketing digital, criação de landing pages, criação de banner advertising, otimização para motores de busca ou SEO, desenvolvimento de podcasts, web widgets, criação de aplicativos mobile e criação e edição de e-books, dentre vários outros. Normalmente, reúne profissionais com competências de informática e design gráfico, sendo capazes de entregar soluções preocupadas não somente com o aspeto técnico mas também com a usabilidade e o design da solução.
Uma das estratégias mais utilizadas por tais é o mapeamento do comportamento de consumidores. Softwares de compra de mídia são umas das principais ferramentas que estas agências usam, e a partir do rastreamento das atividades do público-alvo de seus clientes, conseguem elaborar estratégias de ação segmentadas. 

Embora se utilize o termo "agência", comumente associado a publicidade, estas agências diferem das tradicionais agências de publicidade por raramente prestarem serviços offline.

## Perfil dos profissionais de uma agência digital
Os profissionais de uma agência digital costumam possuir perfis complementares, sendo os mais comuns:
- Programadores/Desenvolvedores Web
- Web designers
- Gerentes de Projeto
- Especialistas em Otimização de Conteúdo
- Redatores e Revisores de Conteúdo
- Profissionais de Marketing Digital
- Analista de SEO
- Designers Gráficos
- Profissionais de Suporte Técnico
- Gerentes de Criação
- Atendimentos
- Web Analistas (Especialistas em Análise de Dados Gerados pela Interação dos Usuarios Online)
- Analista de Inbound Marketing

## Serviços que uma agência digital oferece
Com as novas tecnologias da informação, o mundo se transformou num meio que é cada vez mais digital. Nesse cenário as empresas buscam concorrer, de modo cada vez mais acirrado, neste universo que muda rapidamente. Assim, para promover suas marcas, empresas recorrem cada vez mais às agências digitais, que possuem foco prioritário nas relações entre consumidores e marcas nos suportes virtuais.
Criação de web-site: Um dos papéis a agência digital é desenvolver um web-site funcional e otimizado. Além disso, torná-lo entre os mais acessados do Google através de ferramentas como SEO (Search Engine Optimization) e palavras-chaves.

Inbound Marketing: As Agências Digitais tem com um dos focos principais estudar a jornada de compra do usuário para compreender qual melhor conteúdo oferecer ao longo dela e desta forma converter ele em cliente, esta estratégia de atração define a diferença fundamental de uma agência convencional
Desenvolvimento de campanhas: É fundamental a atuação da agência digital quando a empresa, por exemplo, quer lançar um novo produto. Para isso, cria planejamento, estuda os concorrentes, assim como o público-alvo, e desenvolve campanhas criativas e estratégicas.
Gestão de redes sociais: Nos dias de hoje, ter um relacionamento com o cliente é fundamental, principalmente na internet. Com a agência digital, a empresa tem todas as redes sociais monitoradas, respondendo aos clientes de forma personalizada e humanizada. Além disso, produz conteúdos relevantes para interagir com o atual público e alcançar novos internautas. Oferece também campanhas eficientes de links patrocinados no Facebook., LinkedIn, Twitter e outras plataformas de mídia.
Remarketing: Essa estratégia faz uma enorme diferença em conversões. Por exemplo, um cliente visitou a loja e/ou produto, mas não comprou. Automaticamente, os anúncios da empresa aparecerão frequentemente nas redes sociais dele.

### Regulamentação
Apesar de não existir uma regulamentação específica para a área, as agências digitais definem suas melhores práticas de mercado com base nas orientações da ABRADI - Associação Brasileira dos Agentes Digitais e suas afiliadas regionais. A ABRADI é uma entidade de classe, sem fins lucrativos, que defende os interesses das empresas desenvolvedoras de serviços digitais no Brasil. A entidade reúne cerca de 600 empresas, presente em 14 estados (PB, SP, RJ, MG, RS, BA, PR, SC, DF, PE, GO, RN e ES).